# I Uljong
I Uljong (hangul: 이을용, handzsa: 李乙容, RR: Lee Eul-yong; 1975. szeptember 8. –) dél-koreai válogatott labdarúgó. 

## Pályafutása

### Klubcsapatban
1995-ben a Tedzson Korail FC csapatában kezdte a pályafutását. 1996 és 1997 között sorkatonai szolgálatot teljesített és ekkor a Szangmu FC csapatában játszott. 1998-tól 2003-ig a Pucshon SK játékosa volt, de 2002-ben kölcsönadták a török Trabzonspornak, melynek tagjaként 2003-ban megnyerte a török kupát. 2003 és 2004 között az FC Szöul volt a csapata. 2004 és 2006 között ismét a Trabzonsporban szerepelt, majd visszatért a Szöulhoz, ahol 2006 és 2008 között játszott. 2009-től 2011-ig a Kangvon FC játékosa volt. 

### A válogatottban
1999 és 2006 között 51 alkalommal játszott a dél-koreai válogatottban és 3 gólt szerzett. Részt vett a 2002-es CONCACAF-aranykupán, a 2004-es Ázsia-kupán, valamint a 2002-es és a 2006-os világbajnokságon.

## Sikerei, díjai
Trabzonspor
- Török kupagyőztes (1): 2002–03

Dél-Korea
- EEAF-győztes (1): 2003